# St Helens (île de Wight)
Pour les articles homonymes, voir Saint Helens.

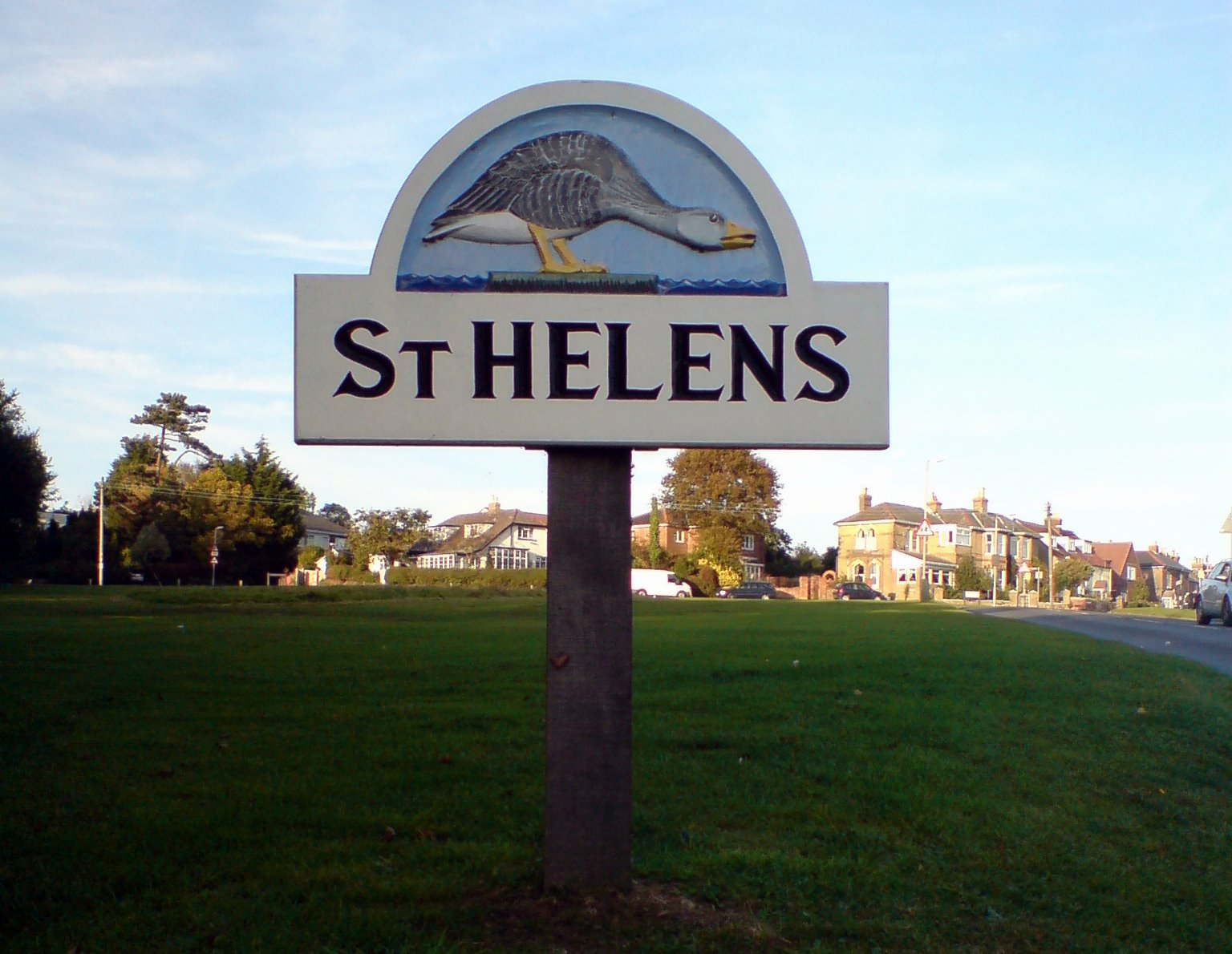
Panneau à l'entrée du village.

St Helens est un village et une paroisse civile de l'est de l'île de Wight, en Angleterre.
Le village s'est développé autour des village greens (en). On prétend que c'est le plus grand d'Angleterre, mais certains disent que ce n'est que le second. Les greens sont souvent utilisés pour des matchs de cricket en été et de football en hiver, et comprennent également une aire de jeux pour enfants.
Le village se trouve à une courte distance de la côte, à environ dix minutes à pied de St Helens Duver. Le Duver était autrefois l'emplacement du premier terrain de golf de l'île (l'un des premiers terrains de golf d'Angleterre), qui fut pendant un certain temps presque aussi célèbre que le terrain de golf de St Andrews. C'est désormais une plage populaire auprès des touristes pendant la saison estivale et elle est protégée par le National Trust.

## Démographie
La population était de 1213 habitants en 2011, en 2023 elle avait légèrement augmenté à 1243 habitants.